# Григорије Богослов
Григорије Назијански (330—390), назван Григорије Богослов, био је цариградски архиепископ.
Рођен у Назиансу од оца Јелина и мајке хришћанке.‍:18 Пре крштења учио се у Атини заједно са Василијем Велики и Јулијаном Одступником. Често је он прорицао Јулијану да ће бити одступник од вере и гонитељ цркве, што се и збило. На Григорија је нарочито много утицала добра му мајка Нона. Када заврши своје учење, Григорије се крсти. Свети Василије рукоположио га је за епископа сасимског, а цар Теодосије Велики ускоро га позове на упражњени престо архиепископа цариградског. Саставио је многобројна дела, од којих су му најславнија она из Богословља, због чега је и назван Богословом. 
Ја сам бежао да бих схватио Бога, усходио на гору, ступао у облак, удаљивши се од материје и свега материјалног, сабравши се унутар себе, колико је могуће. Али када сам погледао, видео сам једино Бога отпозади.
Нарочито је знаменито по дубини његово дело Беседе о Светој тројици. Још је писао против патријарха Македонија, који је учио о Духу светом (као да је Дух створење Божје), и против Аполинарија, који је учио, као да Христос није имао човечје душе, него да му је божанство било место душе. Писао је такође и против цара Јулијана Одступника, свог негдашњег школског друга. Када на Сабору 381. године, наста расправа око његовог избора за архиепископа, он се повуче сам, изјавивши: „Не могу нас лишити Бога они који нас лишавају престола“. Затим напусти Цариград, оде у Назијанз, и тамо проживе до смрти у повучености, молитви и писању корисних књига. Иако је целог живота био слаба здравља, ипак је доживео осамдесету годину. Мошти су му доцније пренете у Рим, а глава му се налази у Успенском собору у Москви. Био је и остао велико и дивно светло Цркве православне, како по кротости и чистоти карактера тако и по ненадмашној дубини ума. Умро је 390. године
Григорије Назијанзин је светац у источном и у западном хришћанству. У католичкој цркви убраја се међу црквене докторе; у Источној православној цркви и Источним католичким црквама поштован је као један од Света три јерарха, поред Василија Великог и Јована Златоустог. Он се сматра једним од великих отаца у источном и у западном хришћанству. Сматран је заштитником династије Котроманића и средњовековне Босне током прве половине 15. века, док је Свети Георгије, Чудотворац, био заштитник најмање од средине 13. века, иако га је папство потврдило много касније, 1461. Свети Григорије Велики се такође сматрао заштитником обе државе и династије крајем 15. века.
Он је такође један од само тројице људи у животу Православне Цркве који су званично означени епитетом као „Богослов“, а друга двојица су Јован Богослов (јеванђелиста) и Симеон Нови Богослов.